# Moskstraumen

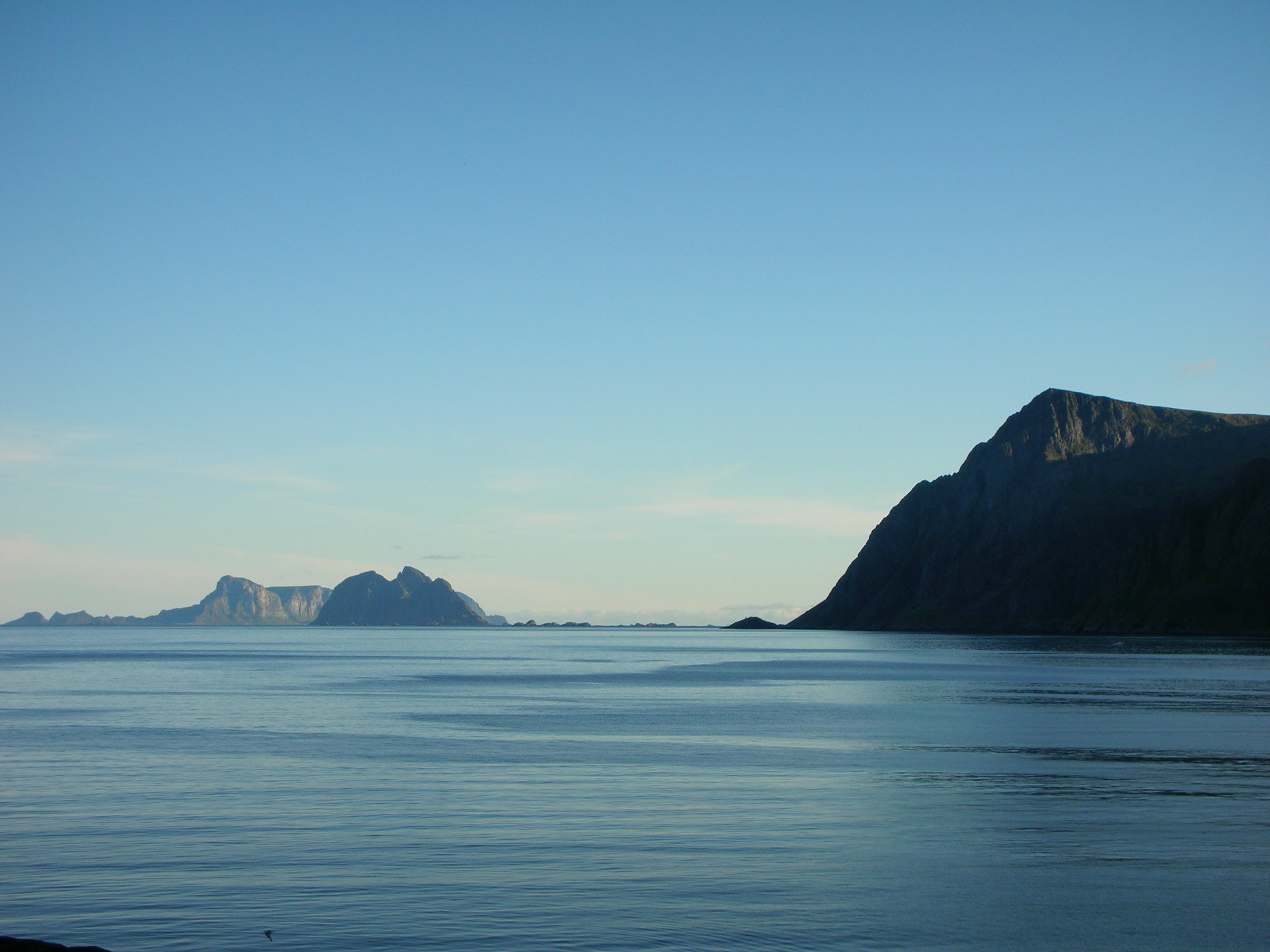
Moskstraumen.

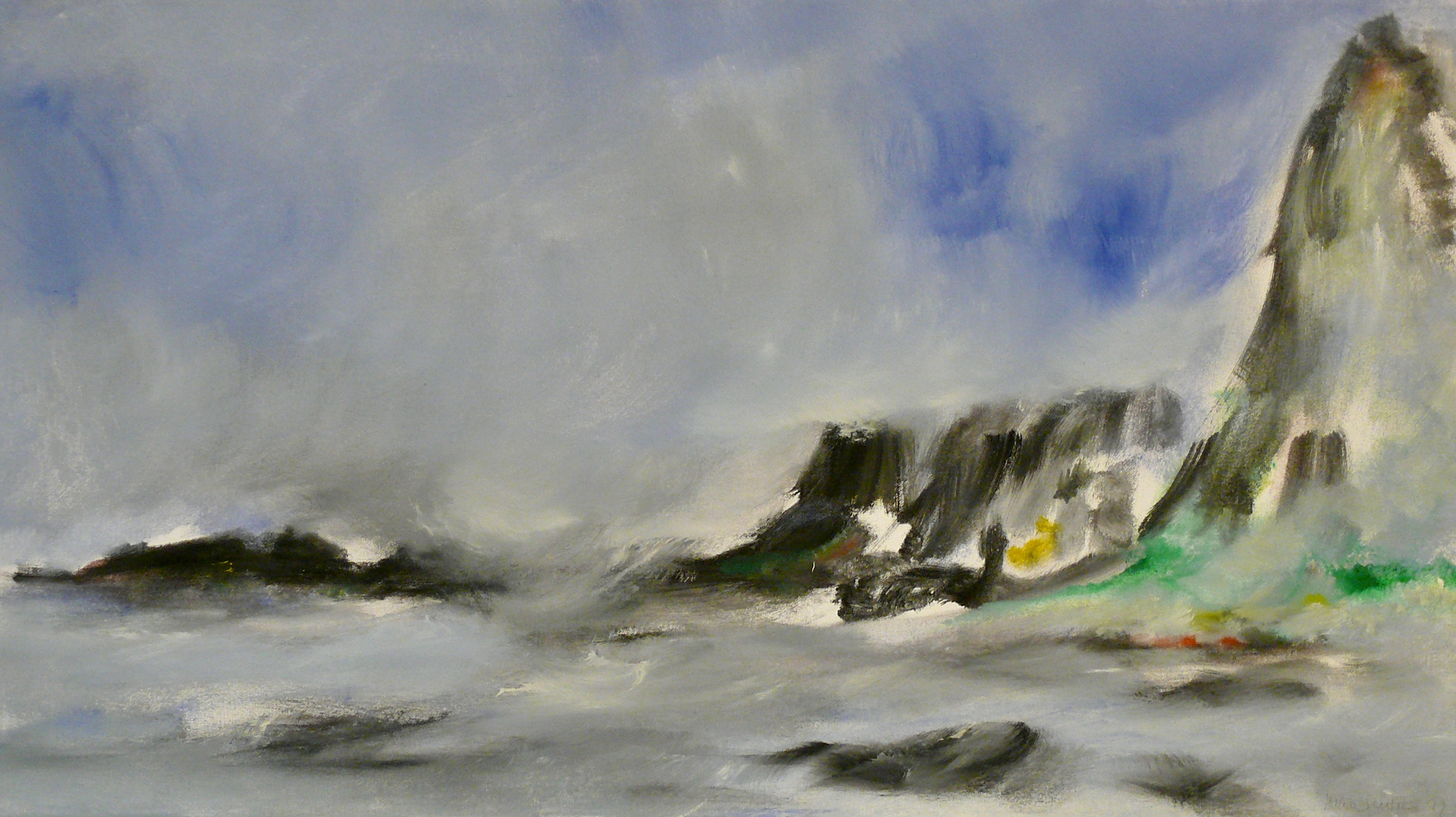
Moskstraumen I, målning av Ingo Kühl 1999.

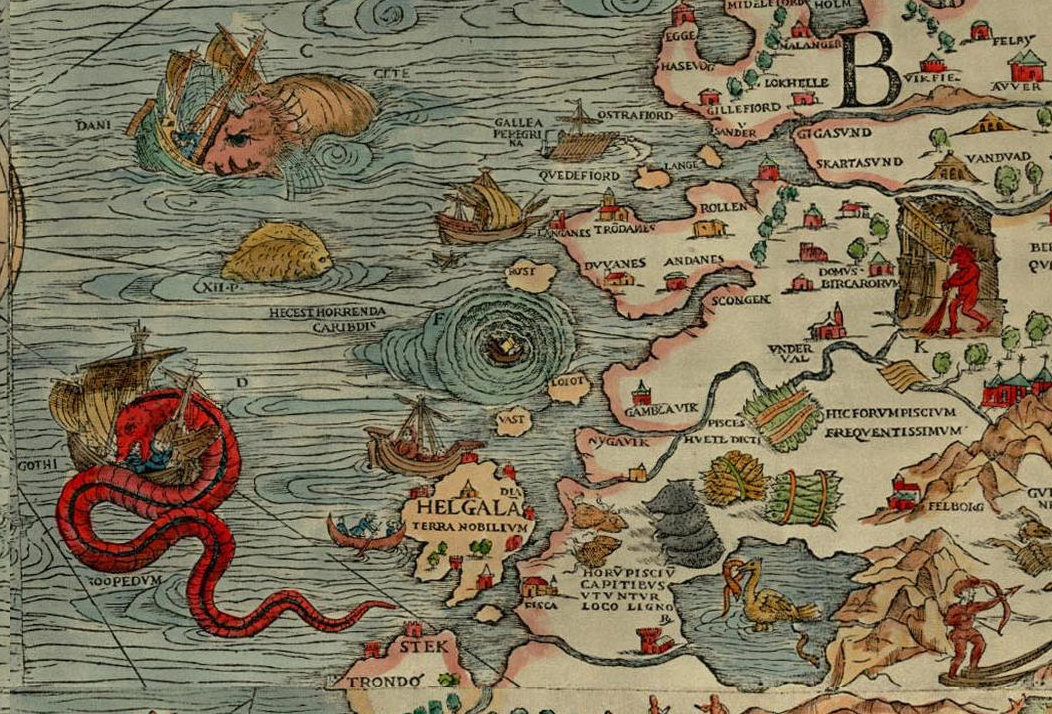
Carta Marina ritad av Olaus Magnus 1539.

Moskstraumen (eller Moskenesstraumen eller Moskenstraumen, svenska: Moskenströmmen) är ett av världens starkaste system av havsströmmar, som formas i ett sund nära ögruppen Lofoten i norra Norge. Strömmen har gett upphov till termen malström.
Det grunda sundet, som är omkring 4–5 kilometer brett, ligger mellan ön Moskenesøya i Moskenes kommun och några holmar utanför ön Mosken i Værøy kommun. Det sammanbinder Vestfjorden och norra delen av Norska havet. Moskstraumen bildas två gånger om dagen då tidvattnet ändrar riktning.
Moskstraumen finns omnämnd i flera historiska dokument, oftast överdrivs dess storlek rejält. Den beskrevs för första gången för mer än 2000 år sedan av den grekiska historikern Pytheas, och senare markerades den på många sjökartor med varningar och dramatiska beskrivningar. Den svenska biskopen Olaus Magnus beskrev den på sin karta Carta Marina från 1539 som att den skulle skapas av en gudamakt, och som var starkare än det mytologiska monstret Karybdis. Den norska prästen Petter Dass skrev en detaljerad beskrivning av Moskstraumen i dikten "Nordlands trumpet" från 1685.
Moskstraumen har inspirerat många författare, Edgar Allan Poe och Jules Verne tillhör de mer kända. Deras respektive verk En nedfärd i Malströmmen och En världsomsegling under havet återger den felaktigt som en enkel gigantisk virvel. I Moby Dick nämns också "den norska malströmmen" i ett tal som en kapten håller till sin besättning.
1999 besökte den tyske målaren Ingo Kühl Lofoten, satte upp en provisorisk ateljé i Reine i en rorbu och målade Moskenstraumen.